# Jovita (Vorname)
Jovita ist ein weiblicher Vorname. 

## Herkunft und Bedeutung
Der Name Jovita geht auf den Namen des römischen Gottes Jove zurück und bedeutet: „dem Jove geweiht“.
Der Name Jove geht auf das indo-europäische *Dyew-pater zurück und bedeutet „Himmelsvater“ oder „leuchtender Vater“.
→ siehe auch: Jupiter (Mythologie)#Name und Zeus#Etymologie

## Verbreitung
In seiner ursprünglichen Variante Iovita fand der Name für beide Geschlechter Verwendung.
Heute wird der Name Jovita vor allem in Litauen, Lettland und Spanien genutzt.
In Spanien war der Name im Jahr 1920 mäßig verbreitet und belegte Rang 362 der Vornamenscharts. In den 1940er Jahren verließ er die Hitliste der 500 meistgewählten Mädchennamen.
Auch in Brasilien war der Name vor allem in der ersten Hälfte des 20. Jahrhunderts verbreitet. Den Höhepunkt erlebte die Popularität in den 1930er und 1940er Jahren, jedoch zählte der Jovita nie zu den beliebtesten Namen.
Jovita wird im deutschsprachigen Raum hin und wieder vergeben. In Deutschland wurde er von 2010 bis 2022 etwa 30 Mal gewählt. In der Schweiz tragen 88 Personen diesen Namen (Stand 2023). Der Name wurde in Österreich jeweils ein Mal in den Jahren 1985, 2003 und 2020 vergeben.
In England taucht er seit der Jahrtausendwende in den Hitlisten auf, er wird aber eher selten vergeben. Der Name ist in den USA seit 1930 regelmäßig in der Namensgebung anzutreffen, seine Beliebtheit hat aber seit Mitte der 1950er Jahre stetig abgenommen. Die beste Platzierung erzielte er im Jahr 1930 mit dem 926. Rang. Außerdem kommt der Name in Dänemark, Polen, Nordirland, Schottland und Kanada sporadisch vor.

## Varianten
Die lateinische Variante lautet Iovita, die polnische Variante Jowita.

## Namenstag
Der Namenstag von Jovita wird nach den Geschwistern Faustinus und Jovita am 15. Februar gefeiert.

## Namensträger
- Jovita Arunia (* 2002), salomonische Leichtathletin
- Jovita Idár (1885– 1946), US-amerikanische Journalistin, Lehrerin, politische Aktivistin und Bürgerrechtlerin
- Jovita Neliupšienė (* 1980), litauische Diplomatin, Botschafterin, Politikwissenschaftlerin
- Jovita Vedrickienė (*  1984), litauische Schachspielerin

Zweitname
- Mirta Jovita Bugni Chatard (* 1948), argentinische Schauspielerin und Model